# Meconella oregana
Meconella oregana là một loài thực vật có hoa trong họ Anh túc. Loài này được Nutt. mô tả khoa học đầu tiên năm 1838.